# أرتيمي (أتيكي)
أرتيمي (Άρτεμη) هي مدينة في إقليم أتيكا في اليونان.
يبلغ عدد سكانها حوالي 25305 نسمة. وتعتبر المدينة المفضلة لدي اليونان على الأقل يتم زيارتها من قبل السواح كل شهر.